# 코로나19로 인한 2020년 하계 올림픽 불참 선수 목록
도쿄에서 열린 2020년 하계 올림픽에 참가 자격이 있는 많은 스포츠 선수들이 일본의 코로나19 범유행으로 인해 불참 의사를 밝혔다. 테니스의 경우, 일부 불참자들은 올림픽에 참가할 열의가 없었으나 코로나19를 편리한 핑계로 삼았다는 것이 언론의 추측이다.

## 목록

### 참가 자격이 있지만 일정 연기나 코로나19 우려로 인해 철회
| 종목           | 선수                          | 국적                   | 주     |
| -------------- | ----------------------------- | ---------------------- | ------ |
| 모든 종목      | 조선민주주의인민공화국 선수단 | 조선민주주의인민공화국 | [ 3 ]  |
| 아티스틱스위밍 | 로즈 스택폴                   | 오스트레일리아         | [ 4 ]  |
| 농구           | 앤드루 보거트                 | 오스트레일리아         | [ 5 ]  |
| 농구           | 리즈 켐베이지                 | 오스트레일리아         | [ 6 ]  |
| 농구           | 벤 시몬스                     | 오스트레일리아         | [ 7 ]  |
| 농구           | 브래들리 빌                   | 미국                   | [ 8 ]  |
| 사이클         | 에이미 큐어                   | 오스트레일리아         | [ 9 ]  |
| 승마           | 에릭 라마즈                   | 캐나다                 | [ 10 ] |
| 골프           | 에밀리아노 그릴로             | 아르헨티나             | [ 11 ] |
| 핸드볼         | 이베터 브로흐                 | 네덜란드               | [ 12 ] |
| 럭비           | 후쿠오카 겐키                 | 일본                   | [ 13 ] |
| 수영           | 피터르 티머르스               | 벨기에                 | [ 14 ] |
| 테니스         | 페데리코 델보니스             | 아르헨티나             | [ 15 ] |
| 테니스         | 기도 펠라                     | 아르헨티나             | [ 16 ] |
| 테니스         | 닉 키리오스                   | 오스트레일리아         | [ 17 ] |
| 테니스         | 도미니크 팀                   | 오스트리아             | [ 18 ] |
| 테니스         | 비안카 안드레스쿠             | 캐나다                 | [ 19 ] |
| 테니스         | 데니스 샤포발로프             | 캐나다                 | [ 20 ] |
| 테니스         | 크리스티안 가린               | 칠레                   | [ 21 ] |
| 테니스         | 에밀 루수부오리               | 핀란드                 | [ 22 ] |
| 테니스         | 야닉 시너                     | 이탈리아               | [ 23 ] |
| 테니스         | 리차르다스 베랑키스           | 리투아니아             | [ 24 ] |
| 테니스         | 카스페르 루드                 | 노르웨이               | [ 25 ] |
| 테니스         | 이리나카멜리아 베구           | 루마니아               | [ 26 ] |
| 테니스         | 소라나 크르스테아             | 루마니아               | [ 26 ] |
| 테니스         | 라슬로 제레                   | 세르비아               | [ 27 ] |
| 테니스         | 필리프 크라이노비치           | 세르비아               | [ 27 ] |
| 테니스         | 두샨 라요비치                 | 세르비아               | [ 27 ] |
| 테니스         | 로이드 해리스                 | 남아프리카 공화국      | [ 28 ] |
| 테니스         | 로베르토 바우티스타 아구트    | 스페인                 | [ 29 ] |
| 테니스         | 소피아 케닌                   | 미국                   | [ 30 ] |
| 테니스         | 샘 퀘리                       | 미국                   | [ 31 ] |
| 테니스         | 세리나 윌리엄스               | 미국                   | [ 32 ] |
| 역도           | 사모아 역도 선수 전원         | 사모아                 | [ 33 ] |

### 참가 자격이 있지만 코로나19 양성 판정으로 인해 철회
| 종목           | 선수                  | 국적                 | 주     |
| -------------- | --------------------- | -------------------- | ------ |
| 아티스틱스위밍 | 선수 5명              | 그리스               | [ 34 ] |
| 육상           | 륏허르 코펠라르       | 네덜란드             | [ 35 ] |
| 육상           | 샘 켄드릭스           | 미국                 | [ 36 ] |
| 육상           | 자말 시자티           | 알제리               | [ 37 ] |
| 육상           | 빌랄 타브티           | 알제리               | [ 37 ] |
| 육상           | 헤르만 치아라비글리오 | 아르헨티나           | [ 36 ] |
| 육상           | 앤드월 라이트         | 트리니다드 토바고    | [ 38 ] |
| 육상           | 스파클 맥나이트       | 트리니다드 토바고    | [ 38 ] |
| 야구           | 엑토르 벨라스케스     | 멕시코               | [ 39 ] |
| 야구           | 사미 솔리스           | 멕시코               | [ 39 ] |
| 농구           | 케이티 루 새뮤얼슨    | 미국                 | [ 40 ] |
| 비치발리볼     | 테일러 크랩           | 미국                 | [ 41 ] |
| 비치발리볼     | 마르케타 슬루코바     | 체코                 | [ 42 ] |
| 비치발리볼     | 온드르제이 페루시치   | 체코                 | [ 43 ] |
| 사이클         | 지몬 게슈케           | 독일                 | [ 44 ] |
| 사이클         | 미할 스흘레겔         | 체코                 | [ 42 ] |
| 축구           | 카모헬로 말라치       | 남아프리카 공화국    | [ 45 ] |
| 축구           | 제임스 모냐네         | 남아프리카 공화국    | [ 45 ] |
| 골프           | 욘 람                 | 스페인               | [ 46 ] |
| 골프           | 브라이슨 디섐보       | 미국                 | [ 46 ] |
| 체조           | 카라 이커             | 미국                 | [ 47 ] |
| 유도           | 예우게니스 보로다우코 | 라트비아             | [ 48 ] |
| 가라테         | 안나 체르니셰바       | 러시아 올림픽 위원회 | [ 49 ] |
| 조정           | 핀 플로레인           | 네덜란드             | [ 50 ] |
| 조정           | 브루노 로세티         | 이탈리아             | [ 51 ] |
| 사격           | 앰버 힐               | 영국                 | [ 52 ] |
| 스케이트보드   | 칸디 야콥스           | 네덜란드             | [ 53 ] |
| 서핑           | 프레데리쿠 모라이스   | 포르투갈             | [ 54 ] |
| 수영           | 일리야 보로딘         | 러시아 올림픽 위원회 | [ 55 ] |
| 탁구           | 파벨 시루체크         | 체코                 | [ 56 ] |
| 태권도         | 페르난다 아기레       | 칠레                 | [ 57 ] |
| 태권도         | 레스미 오힝크         | 네덜란드             | [ 58 ] |
| 테니스         | 앨릭스 디미노어       | 오스트레일리아       | [ 59 ] |
| 테니스         | 댄 에번스             | 영국                 | [ 60 ] |
| 테니스         | 코코 고프             | 미국                 | [ 61 ] |
| 테니스         | 요해나 콘타           | 영국                 | [ 62 ] |
| 테니스         | 예안율린 로여르       | 네덜란드             | [ 63 ] |
| 역도           | 왈리드 비다니         | 알제리               | [ 64 ] |

## 같이 보기
- 2020년 하계 올림픽에 관한 논란
- 2020년 하계 올림픽에서의 코로나19 발생
- 코로나19로 인한 2020년 동계 올림픽 불참 선수 목록